# Witold Jakubowski
Witold Julian Jakubowski (ur. w 1963) – polski pedagog, filmoznawca związany z Uniwersytetem Wrocławskim.

## Życiorys
Pochodzi z Oławy, gdzie ukończył Liceum Ogólnokształcące im Jana III Sobieskiego. Studia pedagogiczne ukończył w Uniwersytecie Wrocławskim z wyróżnieniem w 1989 roku. Po obronie pracy magisterskiej został zatrudniony na stanowisku asystenta w Zakładzie Pedagogiki Dorosłych w Instytucie Pedagogiki. Rozprawę doktorską Człowiek i lęk w sztuce filmowej. Roman Polański, Ingmar Bergman – dwa ujęcia tematu, obronił w 1994 roku na Wydziale Filologicznym Uniwersytetu Wrocławskiego i rok później został zatrudniony na stanowisku adiunkta w Instytucie Pedagogiki na Wydziale Nauk Historycznych i Pedagogicznych. W roku 2007 uzyskał stopień doktora habilitowanego nauk humanistycznych w zakresie pedagogiki (o specjalności pedagogika kultury i mediów) na podstawie pracy Edukacja w świecie kultury popularnej. Od 2009 roku zatrudniony na stanowisku profesora nadzwyczajnego w Instytucie Pedagogiki Uniwersytetu Wrocławskiego, gdzie kieruje Zakładem Edukacji Dorosłych i Studiów Kulturowych.
W latach 2012–2016 zajmował stanowisko prodziekana ds. studiów stacjonarnych a w roku 2016 zostało powierzone mu stanowisko prodziekana ds. studenckich i relacji z otoczeniem Wydziału Nauk Historycznych i Pedagogicznych Uniwersytetu Wrocławskiego. Obowiązki prodziekana pełnił do roku 2020.
Jest członkiem Wrocławskiego Towarzystwa Naukowego, wchodzi w skład Rady Naukowej pisma Kultura – Społeczeństwo – Edukacja.
Jego badania mieszczą się na pograniczu kulturoznawstwa i pedagogiki. Szczególnie interesują go związki kultury i edukacji, a zwłaszcza edukacyjny potencjał kultury popularnej. Jest autorem książek, artykułów publikowanych w czasopismach naukowych, rozdziałów w pracach zbiorowych oraz recenzji.

## Wybrana bibliografia

### Ważniejsze publikacje
- Lęk w filmie (refleksje pedagoga), „Impuls”, Kraków 1997.[2]
- Edukacja i kultura popularna, „Impuls”, Kraków 2001[2].
- Edukacja w świecie kultury popularnej, „Impuls”, Kraków 2006 (wznowienie 2011).[2]
- Edukacja w popkulturze – popkultura w edukacji (szkice z pedagogiki kultury popularnej), „Impuls”, Kraków 2021[3]

### Pod jego redakcją ukazały się również opracowania zbiorowe
- Media – Kultura popularna – Edukacja, „Impuls”, Kraków 2005.
- „Dzisiejsze czasy” – edukacja wobec przemian w kulturze współczesnej, „Impuls”, Kraków 2006.
- Kultura i edukacja (konteksty i kontrowersje), „Impuls”, Kraków 2008 (wznowienie 2010).
- Kultura jako przestrzeń edukacyjna – współczesne obszary uczenia się osób dorosłych, „Impuls”, Kraków 2012.
- Pedagogika kultury popularnej – teorie, metody i obszary badań, „Impuls”, Kraków 2016 (wznowienie 2017).

### Jest również współredaktorem książek
- Edukacyjne konteksty kultury popularnej, „Impuls”, Kraków 2002 (z Edytą Zierkiewicz),
- Kultura popularna – Tożsamość – Edukacja, „Impuls”, Kraków 2010 (z Darią Hejwosz).[2]
- Kultura mediów, ciało i tożsamość – konteksty socjalizacyjne i edukacyjne, „Impuls”, Kraków 2011 (z Sylwią Jaskulską).